# 罗伟伦
罗伟伦（1944年—）是一名中国作曲家。1944年出生于中国上海。他在1956年考入北京中央音乐学院附中，并于1962年升入中央音乐学院作曲系。1967年毕业后，在北京电影乐团作曲。1976年为电影《反击》（上海电影制片厂拍摄）、纪录片《百舸争流》（中央新闻纪录电影制片厂拍摄）作曲，但两部影片均因“四人帮”下台未公开上映，《反击》亦只是作为被批判影片内部放映。
1980年移居香港后，罗伟伦成为香港作曲家与作词家协会会员，并在香港演艺学院担任教职。1995年移居新加坡，曾多次受邀担任新加坡青年节华乐比赛的评委，并应邀作曲。2005年，他为该比赛创作了《大漠随想》。他的华乐作品有《雨中行》，《船歌》，《郑和》等。